# Kolonistenagame
De kolonistenagame (Agama agama) is een hagedis uit de familie agamen (Agamidae).

## Naam en indeling
De wetenschappelijke naam van de soort werd voor het eerst voorgesteld door Carl Linnaeus in 1758. Oorspronkelijk werd de wetenschappelijke naam Lacerta agama gebruikt. De soort is ook vaak beschreven onder de naam Agama colonorum, hieraan is de Nederlandstalige naam kolonistenagame te danken.
Lange tijd werden er vier ondersoorten erkend, maar drie van deze ondersoorten worden tegenwoordig als aparte soorten beschouwd. Het betreft de soorten Agama africana, Agama boensis en Agama mucosoensis.

## Verspreiding en habitat
De kolonistenagame komt in een groot deel van oostelijk Afrika in rotsachtige gebieden voor. Deze agamensoort is bijvoorbeeld zeker te vinden op de babooncliff in het Nakuru National Park van Kenia. Verder is hij in grote aantallen aanwezig op Mount Kenya, Kilimanjaro in Tanzania. Ook in het noordelijke deel van Kenia, centraal Tanzania en centraal Oeganda is hij te vinden. Ondersoorten worden onder andere aangetroffen in West-Afrika tot aan Senegal en naar het noorden tot aan Egypte. De kolonistenagame leeft vanaf zeeniveau tot op een hoogte van zo'n 2200 m. De agame geeft de voorkeur aan kale, rotsachtige omgevingen, maar ook in gebieden met hoge bomen wordt de hagedis aangetroffen.
De meeste reptielen en amfibieën hebben veel last van de mens omdat hun leefgebied verdwijnt. De kolonistenagame daarentegen heeft veel profijt van de ontbossing die in Afrika plaatsvindt, omdat hierdoor juist meer geschikte levensgebieden ontstaan. De agame is hierdoor zelfs aan te merken als een echte cultuurvolger.
De hagedis leeft bij voorkeur op rotsen maar houdt zich ook op in grote bomen. 's Nachts wordt gescholen in rotsspleten of boomholtes. De kolonistenagame leeft in kleine 'kolonies'.

## Uiterlijke kenmerken

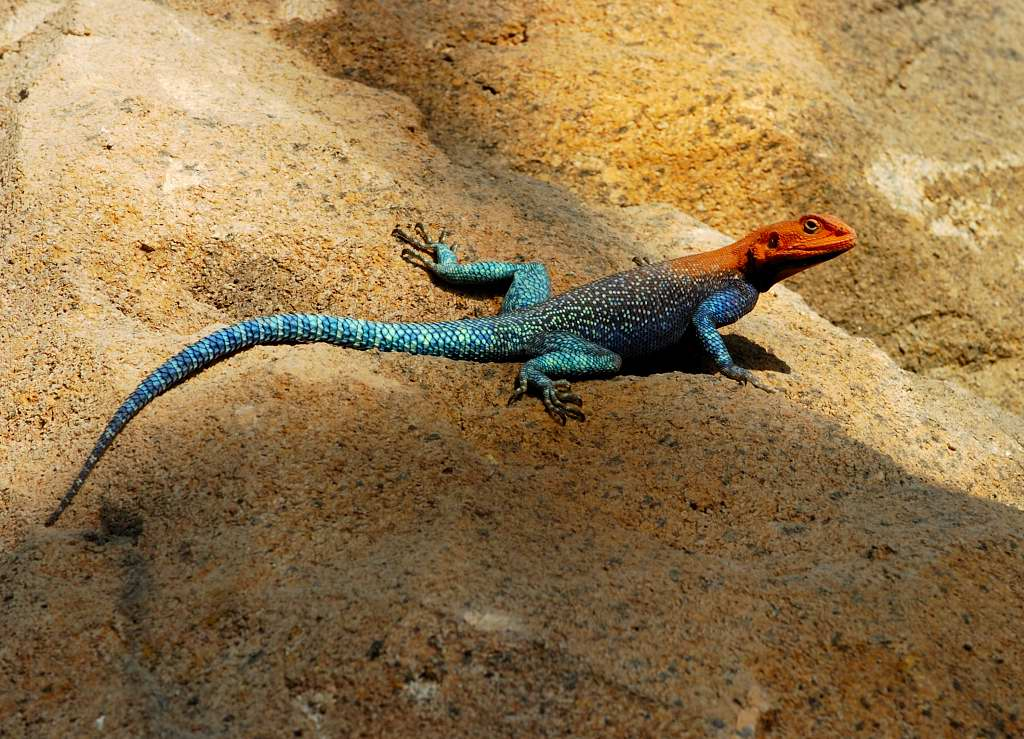
Mannetje in baltskleuren in een dierentuin in Wenen.

De kolonistenagame is een van de meest bont gekleurde agamen en daardoor een van de bekendste soorten. Met name de mannetjes hebben felle kleuren zoals rood, blauw en oranje, maar de lichaamskleur is echter veranderlijk. Alleen als ze enige tijd in de zon zitten komen de felle kleuren tevoorschijn. Het mannetje heeft een hemelsblauw lichaam met lichtblauwe vlekken. Over de lengte van zijn rug loopt een lichte streep die bij de nek langzaam overgaat in de kleur oranje. De ongeveer 12 tot 14 cm lange staart heeft blauwe en lichtblauwe ringen. Ook de voor- en achterpoten zijn blauw. De kop van het mannetje heeft een opvallende oranje kleur.
De vrouwtjes en de jongen zijn bruin met een wat roodbruine vlek boven de voor- en achterpoten. Aan weerszijden van de rug loopt een serie lichte groene vlekken. Ook de kop van het vrouwtje en de jongen heeft een bruine kleur. Een volwassen kolonistenagame heeft gemiddeld een lengte tussen de 20 tot 30 centimeter. De vrouwtjes hebben vaak een iets plomper lichaam dan de mannetjes.

## Levenswijze
De kolonistenagame is voornamelijk overdag actief. Kolonistenagamen leven in groepen, variërend in grootte van slechts een koppeltje van twee exemplaren tot ongeveer 25 dieren. Het zijn sociale dieren die bij elkaar blijven binnen een bepaald leefgebied. Er is één dominant mannetje dat zich meestal in het midden van een groep vrouwtjes bevindt en de groep in de gaten houdt. Wanneer een indringer het territorium van de groep binnenkomt valt het dominante mannetje direct aan. Bij een aanval beweegt het mannetje zijn kop op en neer. De lichaamskleur verandert hierbij, beide mannetjes krijgen een donkerbruine kleur aan de kop waarbij een lichter gekleurde streep onder het oog. Ook wordt het lichaam bleker van kleur en verschijnen vlekken op de bovenzijde van het lichaam. Deze 'oorlogstooi' dient om de tegenstander te imponeren. De twee individuen draaien vervolgens om elkaar heen, waarna ze elkaar aanvallen en bijten en elkaar slaan met de staart. De verliezer vlucht ten slotte weg.

## Voedsel en vijanden
De kolonistenagame eet voornamelijk kleine ongewervelde dieren zoals insecten. Vooral mieren worden in grote hoeveelheden gegeten. De hagedis gaat soms naast een mierenspoor zitten om de passerende mieren rustig op te peuzelen. Behalve insecten eten agamen gras, fruit en bloemen.
De agamen vallen zelf vaak ten prooi aan mangoesten, roofvogels en slangen.

## Voortplanting
Het vrouwtje van de kolonistenagame legt gemiddeld vier tot zes eieren. De eieren worden meestal gelegd aan het begin van het regenseizoen. De eieren worden begraven in een daarvoor geschikt hol of in het losse zand. Ze komen uit na een periode van 50 tot 60 dagen. De eieren vallen soms ten prooi aan mangoesten.